# Олімпійська збірна Аргентини з футболу
Олімпійська збірна Аргентини з футболу (ісп. Selección de fútbol sub-23 de Argentina) — представляє Аргентину на Олімпійських іграх. Відбір гравців враховує те, що всі футболісти мають бути у віці до 23 років, окрім трьох футболістів. Команда контролюється Аргентинською футбольною асоціацією.

## Історія

### Аматорська епоха
Вперше збірна Аргентини брала участь в літніх Олімпійських іграх 1928, які проходили в Амстердамі (Нідерланди). У першому раунді розгромили вщент США 11:2, у другому бельгійців 6:2, в півфіналі здолали національну збірну Єгипту 6:0. Фінал складався з двох матчів проти уругвайців, перший завершився внічию 1:1, а в другому поступились 1:2.

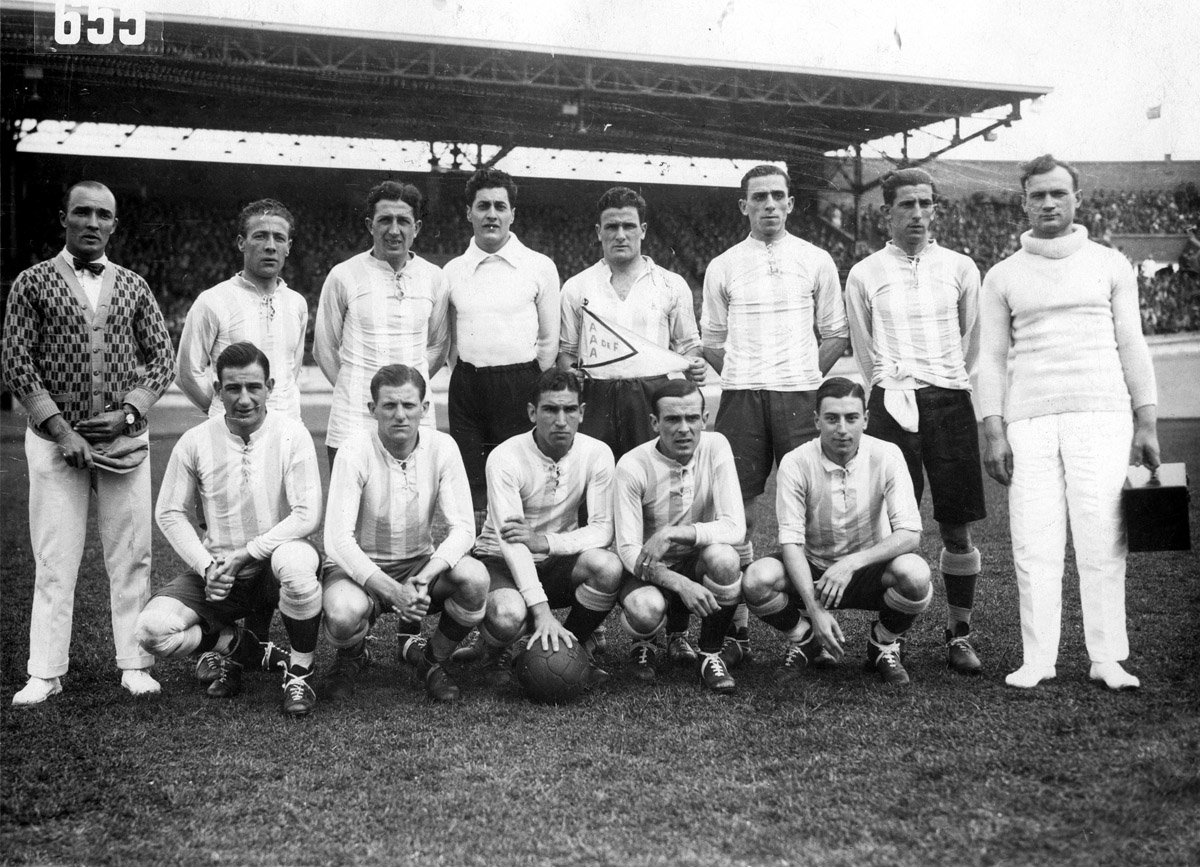
Збірна Аргентини на Олімпійських іграх 1928 року.

В аргентинців в матчі переграванні був наступний склад: Анхель Боссіо, Людовіко Бідольйо, Фернандо Патерностер, Сеґундо Медічі, Луїс Монті, Хуан Еварісто, Альфредо Каррікаберрі, Домінґо Тарасконі, Мануель Феррейра, Фелісіано Пердукка, Раймундо Орсі.
На літніх Олімпійських іграх 1932 футбольний турнір не проводився. З 1936 по 1956 аргентинці не брали участі.
На Олімпіаді 1960 в Римі поступились данцям 2:3, та двічі виграли спочатку збірну Тунісу 2:1 та поляків 2:0. Посівши друге місце в групі «C» припинили виступи.
На Олімпіаді 1964 в Токіо аргентинці зіграли внічию 1:1 з Ганою та поступившись японцям 2:3 посіли третю сходинку в групі та вибули.
З 1968 по 1984 аргентинці або не проходили кваліфікацію або не брали участь через бойкот, наприклад, Олімпіада 1980.

### Професійні футболісти
У 1988 МОК дозволив футболістам-професіоналам брати участь у футбольному Олімпійському турнірі. Збірну Аргентини також підсилили декілька гравців аргентинської Прімери. Правда це не допомогло південноамериканцям, вони зіграли внічию з США 1:1, поступились СРСР 1:2 та переграли господарів корейців 2:1, посіли друге місце в групі «С», у плей-оф поступились Бразилії 0:1 та залишили Олімпіаду.
У 1992 знову змінили вік гравців, тепер обмежували вік до 23 років, а з 1996 дозволили залучати трьох гравців старше цього віку.
Таким чином у складі збірної в 1996 році, яку очолював Данієль Пассарелла, виступали, зокрема Дієго Сімеоне, Хосе Шамот та Роберто Сенсіні, які вже грали в складі національної збірної Аргентини. Дебютний матч турніру завершився перемогою над США 3:1, надалі два матчі звели внічию з Португалією та Тунісом по 1:1. У чвертьфіналі рогромили іспанців 4:0, а в півфіналі переграли португальців 2:0 і в фіналі поступились нігерійцям 2:3.
Срібні призери 1996: Пабло Кавальєро, Роберто Аяла, Хосе Шамот, Хав'єр Санетті, Матіас Алмейда, Роберто Сенсіні, Клаудіо Лопес, Дієго Сімеоне, Ернан Креспо, Аріель Ортега, Марсело Дельгадо, Уго Моралес, Карлос Боссіо, Пабло Пас, Крістіан Басседас, Маурісіо Пінеда, Густаво Лопес та Марсело Гальярдо.

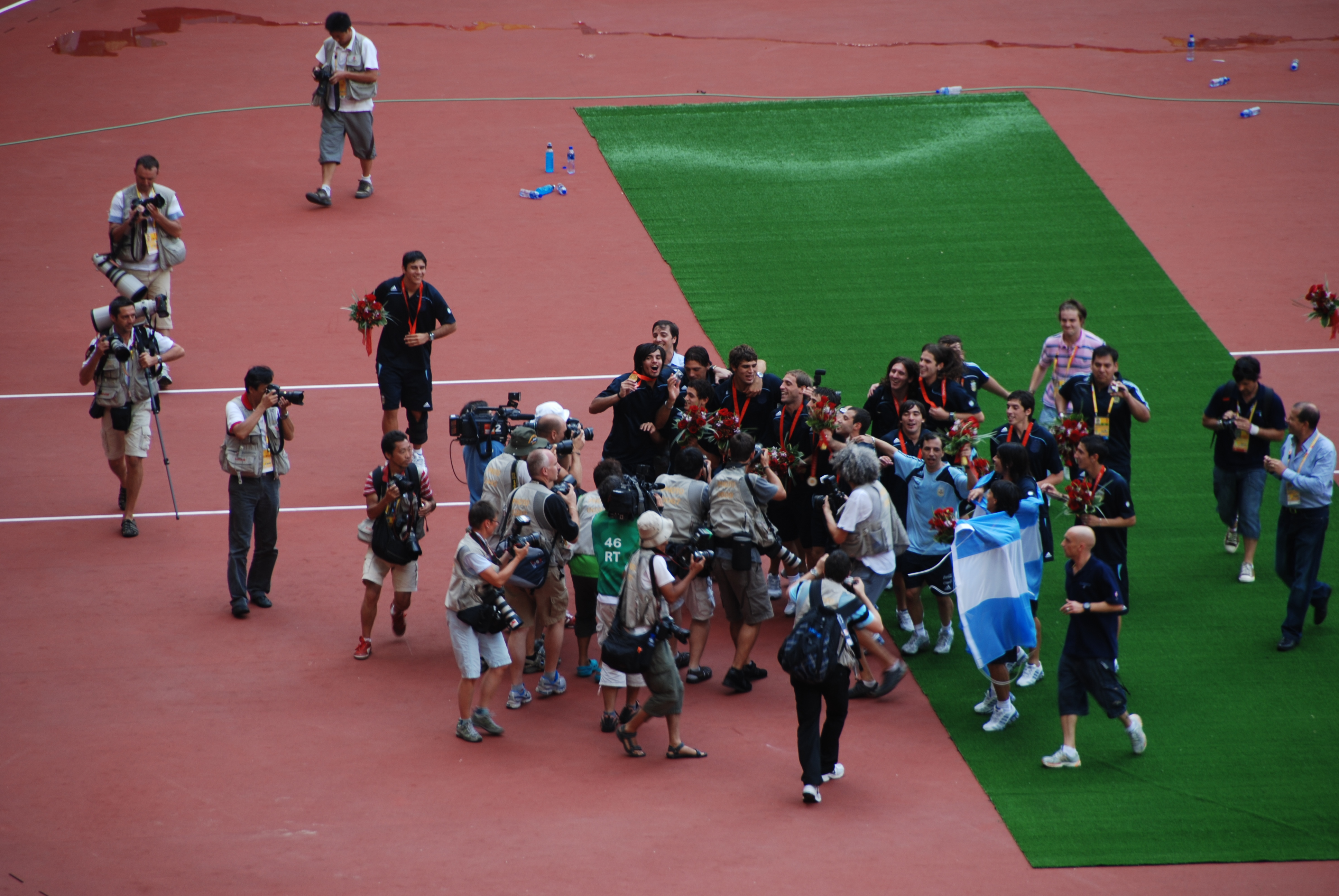
Гравці збірної Аргентини святкують здобуття золотих медалей на Олімпійських іграх 2008 року.

### Золота ера
На Олімпіаді 2004 аргентинці здобувають перші золоті нагороди. Без проблем здобувають перемоги в групі над Сербією та Чорногорією 6:0, Тунісом 2:0 та Австралією 1:0. У чвертьфіналі без проблем переграли Коста-Рику 4:0, в півфіналі італійців 3:0, а в фіналі мінімально здолали парагвайців 1:0.
Чемпіони 2004: Вільфредо Кабальєро, Роберто Аяла, Ніколас Бурдіссо, Фабрісіо Колоччіні, Хав'єр Маскерано, Габріель Гайнце, Хав'єр Савіола, Сесар Дельгадо, Лусіано Фігероа, Карлос Тевес, Кілі Гонсалес, Мауро Росалес, Ніколас Медіна, Клементе Родрігес, Андрес д'Алессандро, Лучо Гонсалес, Маріано Гонсалес, Херман Люкс, Леандро Фернандес. Тренував збірну Марсело Б'єлса.
В Олімпійському Пекіні аргентинці повторили успіх чотирирічної давнини здобувши вдруге поспіль золоті нагороди. На груповому етапі в трьох матчах три перемоги над Кот-д'Івуаром 2:1, Австралією 1:0 та Сербією 2:0. В плей-оф перемогли Нідерланди 2:1 (додатковий час), Бразилію 3:0 та в фіналі Нігерію 1:0.
Чемпіони 2008: Серхіо Агуеро, Лаутаро Акоста, Евер Банега, Дієго Буонанотте, Фернандо Гаго, Есекьель Гарай,
Есек'єль Лавессі, Анхель ді Марія, Хав'єр Маскерано, Ліонель Мессі, Лусіано Фабіан Монсон, Ніколас Пареха, Хуан Роман Рікельме, Серхіо Ромеро, Пабло Сабалета, Хосе Ернесто Соса, Оскар Устарі та Федеріко Фасіо.

### 2012—
На футбольний турнір в Лондоні аргентинці не кваліфікувались.
XXXI Літні Олімпійські ігри, що відбувались в Ріо-де-Жанейро (Бразилія) аргентинці відверто провалили. Поступились Португалії 0:2, обіграли Алжир 2:1 та зіграли внічию з Гондурасом 1:1 посіли третє місце та вибули з подальшої боротьби. Так само не змогла вийти із групи Аргентина і на наступних Олімпійських іграх в Токіо.
На Олімпійських іграх 2024 в Парижі південноамериканці вийшли до чвертьфіналу, де поступились господарям 0:1 та посіли підсумкове сьоме місце.

## Статистика виступів

### Олімпійські ігри
| Виступи | Виступи        | Виступи                     | Виступи                     | Виступи                     | Виступи                     | Виступи                     | Виступи                     | Виступи                     | Виступи                     |                             |
| Рік     | Місто господар | Раунд                       | Місце                       | І                           | В                           | Н*                          | П                           | ГЗ                          | ГР                          |                             |
| ------- | -------------- | --------------------------- | --------------------------- | --------------------------- | --------------------------- | --------------------------- | --------------------------- | --------------------------- | --------------------------- | --------------------------- |
| 1896    | Афіни          | Не було футбольного турніру | Не було футбольного турніру | Не було футбольного турніру | Не було футбольного турніру | Не було футбольного турніру | Не було футбольного турніру | Не було футбольного турніру | Не було футбольного турніру | Не було футбольного турніру |
| 1900    | Париж          | не брала участь             | не брала участь             | не брала участь             | не брала участь             | не брала участь             | не брала участь             | не брала участь             | не брала участь             | не брала участь             |
| 1904    | Сент-Луїс      | не брала участь             | не брала участь             | не брала участь             | не брала участь             | не брала участь             | не брала участь             | не брала участь             | не брала участь             | не брала участь             |
| 1908    | Лондон         | не брала участь             | не брала участь             | не брала участь             | не брала участь             | не брала участь             | не брала участь             | не брала участь             | не брала участь             | не брала участь             |
| 1912    | Стокгольм      | не брала участь             | не брала участь             | не брала участь             | не брала участь             | не брала участь             | не брала участь             | не брала участь             | не брала участь             | не брала участь             |
| 1920    | Антверпен      | не брала участь             | не брала участь             | не брала участь             | не брала участь             | не брала участь             | не брала участь             | не брала участь             | не брала участь             | не брала участь             |
| 1924    | Париж          | не брала участь             | не брала участь             | не брала участь             | не брала участь             | не брала участь             | не брала участь             | не брала участь             | не брала участь             | не брала участь             |
| 1928    | Амстердам      | Срібні медалі               | 2                           | 5                           | 3                           | 1                           | 1                           | 24                          | 7                           |                             |
| 1932    | Лос-Анджелес   | Не було футбольного турніру | Не було футбольного турніру | Не було футбольного турніру | Не було футбольного турніру | Не було футбольного турніру | Не було футбольного турніру | Не було футбольного турніру | Не було футбольного турніру | Не було футбольного турніру |
| 1936    | Берлін         | 'не брала участь            | 'не брала участь            | 'не брала участь            | 'не брала участь            | 'не брала участь            | 'не брала участь            | 'не брала участь            | 'не брала участь            | 'не брала участь            |
| 1948    | Лондон         | не брала участь             | не брала участь             | не брала участь             | не брала участь             | не брала участь             | не брала участь             | не брала участь             | не брала участь             | не брала участь             |
| 1952    | Гельсінкі      | не брала участь             | не брала участь             | не брала участь             | не брала участь             | не брала участь             | не брала участь             | не брала участь             | не брала участь             | не брала участь             |
| 1956    | Мельбурн       | не брала участь             | не брала участь             | не брала участь             | не брала участь             | не брала участь             | не брала участь             | не брала участь             | не брала участь             | не брала участь             |
| 1960    | Рим            | 1-й раунд                   | 6                           | 3                           | 2                           | 0                           | 1                           | 6                           | 4                           |                             |
| 1964    | Токіо          | 1-й раунд                   | 10                          | 2                           | 0                           | 1                           | 1                           | 3                           | 4                           |                             |
| 1968    | Мехіко         | не брала участь             | не брала участь             | не брала участь             | не брала участь             | не брала участь             | не брала участь             | не брала участь             | не брала участь             | не брала участь             |
| 1972    | Мюнхен         | не кваліфікувалась          | не кваліфікувалась          | не кваліфікувалась          | не кваліфікувалась          | не кваліфікувалась          | не кваліфікувалась          | не кваліфікувалась          | не кваліфікувалась          | не кваліфікувалась          |
| 1976    | Монреаль       | не кваліфікувалась          | не кваліфікувалась          | не кваліфікувалась          | не кваліфікувалась          | не кваліфікувалась          | не кваліфікувалась          | не кваліфікувалась          | не кваліфікувалась          | не кваліфікувалась          |
| 1980    | Москва         | Бойкот                      | Бойкот                      | Бойкот                      | Бойкот                      | Бойкот                      | Бойкот                      | Бойкот                      | Бойкот                      | Бойкот                      |
| 1984    | Лос-Анджелес   | не брала участь             | не брала участь             | не брала участь             | не брала участь             | не брала участь             | не брала участь             | не брала участь             | не брала участь             | не брала участь             |
| 1988    | Сеул           | чвертьфінал                 | 8                           | 4                           | 1                           | 1                           | 2                           | 4                           | 5                           |                             |
| 1992    | Барселона      | не кваліфікувалась          | не кваліфікувалась          | не кваліфікувалась          | не кваліфікувалась          | не кваліфікувалась          | не кваліфікувалась          | не кваліфікувалась          | не кваліфікувалась          | не кваліфікувалась          |
| 1996    | Атланта        | Срібні медалі               | 2                           | 6                           | 3                           | 2                           | 1                           | 13                          | 6                           |                             |
| 2000    | Сідней         | не кваліфікувалась          | не кваліфікувалась          | не кваліфікувалась          | не кваліфікувалась          | не кваліфікувалась          | не кваліфікувалась          | не кваліфікувалась          | не кваліфікувалась          | не кваліфікувалась          |
| 2004    | Афіни          | Чемпіон                     | 1                           | 6                           | 6                           | 0                           | 0                           | 17                          | 0                           |                             |
| 2008    | Пекін          | Чемпіон                     | 1                           | 6                           | 6                           | 0                           | 0                           | 11                          | 2                           |                             |
| 2012    | Лондон         | не кваліфікувалась          | не кваліфікувалась          | не кваліфікувалась          | не кваліфікувалась          | не кваліфікувалась          | не кваліфікувалась          | не кваліфікувалась          | не кваліфікувалась          | не кваліфікувалась          |
| 2016    | Ріо-де-Жанейро | Груповий етап               | 11                          | 3                           | 1                           | 1                           | 1                           | 3                           | 4                           |                             |
| 2020    | Токіо          | Груповий етап               | 10                          | 3                           | 1                           | 1                           | 1                           | 2                           | 3                           |                             |
| 2024    | Париж          | чвертьфінал                 | 7                           | 4                           | 2                           | 0                           | 2                           | 6                           | 4                           |                             |